# José Martínez Núñez
José Martínez Núñez (Porto-Real, Orense, 1929 - Canarias, 10 de agosto de 2015), constructor y presidente del Grupo Martínez Núñez.

## Actividad empresarial
Con sólo 16 años se traslada a Ponferrada en busca oportunidades de trabajo donde comienza a trabajar como albañil. A los 19 años deja el andamio para convertirse en contratista y durante 20 años desempeña este trabajo.
En 1970 constituye la empresa Construcciones Martínez Núñez, en 1981 Tecnología de la Construcción, S.A. (Teconsa) y en 1986 el periódico La Crónica de León.
Su grupo empresarial ha llegado a facturar más de 600 millones de euros anuales, empleando a cerca de 2000 personas y abarcando los sectores de la obra pública y civil, promoción inmobiliaria, fabricación de materiales de construcción, fabricación de cemento, fabricación de hormigones, transporte, hostelería y medios de comunicación.
Hombre de fuerte carácter, su vida no está exenta de polémicas, sabiendo compaginar su carrera empresarial con unas sólidas amistades con la clase política.

## Polémicas
Fue investigado por presuntamente organizar una conspiración para asesinar a José Cuiña, político contra el que se enfrentó por la adjudicación de una obra, pero finalmente fue absuelto por considerar el juez que la acusación era "incongruente" y "no muy aceptable".
Fue condenado por la Audiencia Provincial de León por ordenar sabotajes entre los años 1996 y 1999 contra las empresas y propiedades de su competidor Sindo Castro, a 14 meses de multa y una indemnización de 550.125 euros.
La constructora Teconsa, punta de lanza de su grupo empresarial se vio salpicada por el caso Gürtel por la presunta adjudicación ilegal de la llamada "variante de Olleros". Finalmente la causa fue sobreseída por el Tribunal Superior de Justicia.
La empresa Gallega de Molienda de Clínker (cementera perteneciente al Grupo Martínez Núñez) está siendo investigada por, presuntamente, extraer material del puerto de Ferrol sin declarar ni pagar los aranceles entre los años 2008 y 2010, defraudando con dicha operación una cantidad en torno a 3,2 millones de euros.

La venta de su empresa Teconsa al empresario Ángel de Cabo provocó el registro de instalaciones de su grupo empresarial dentro de la operación "Caballo de Troya", en la que fueron detenidos dos de sus hijos.

## Reconocimientos y premios
- Empresario leonés del año 1999[14]
- Madrigallegos de oro 2007, premio al mérito empresarial[15][16]